# Młodzieżowe Indywidualne Mistrzostwa Polski na Żużlu 2015
Młodzieżowe Indywidualne Mistrzostwa Polski na Żużlu 2015 – zawody żużlowe, mające na celu wyłonienie medalistów młodzieżowych indywidualnych mistrzostw Polski w sezonie 2015. Rozegrano trzy turnieje eliminacyjne oraz finał.

## Finał
- Leszno, 12 lipca 2015
- Sędzia: Leszek Demski

| Msc. | Zawodnik           | Klub         | Pkt |             |  |
| ---- | ------------------ | ------------ | --- | ----------- |  |
| 1    | Bartosz Zmarzlik   | Gorzów Wlkp. | 15  | (3,3,3,3,3) |  |
| 2    | Piotr Pawlicki     | Leszno       | 14  | (2,3,3,3,3) |  |
| 3    | Krystian Pieszczek | Zielona Góra | 12  | (3,3,2,3,1) |  |
| 4    | Maksym Drabik      | Wrocław      | 10  | (1,2,1,3,3) |  |
| 5    | Bartosz Smektała   | Leszno       | 10  | (1,3,2,2,2) |  |
| 6    | Kacper Woryna      | Rybnik       | 9   | (0,2,3,2,2) |  |
| 7    | Adrian Cyfer       | Gorzów Wlkp. | 7   | (3,0,2,0,2) |  |
| 8    | Kamil Wieczorek    | Rybnik       | 7   | (3,1,1,2,0) |  |
| 9    | Damian Dróżdż      | Wrocław      | 6   | (2,d,3,1,0) |  |
| 10   | Oskar Fajfer       | Toruń        | 5   | (2,2,0,w,1) |  |
| 11   | Oskar Polis        | Częstochowa  | 5   | (w,1,1,1,2) |  |
| 12   | Ernest Koza        | Tarnów       | 4   | (0,1,2,1,0) |  |
| 13   | Marcin Nowak       | Grudziądz    | 4   | (0,2,1,d,1) |  |
| 14   | Rafał Malczewski   | Częstochowa  | 3   | (2,1,0,–,–) |  |
| 15   | Arkadiusz Madej    | Tarnów       | 2   | (1,0,0,0,1) |  |
| 16   | Damian Dąbrowski   | Tarnów       | 1   | (1,0,0,0,0) |  |
|      | rez. Artur Czaja   | Rzeszów      | 6   | (–,–,1,2,3) |  |
|      | Paweł Przedpełski  | Toruń        | qns |             |  |

Bieg po biegu:
1. (63,73) Wieczorek, Malczewski, Dąbrowski, Woryna
2. (63,13) Cyfer, Dróżdż, Smektała, Polis (w)
3. (61,99) Pieszczek, Fajfer, Madej, Nowak
4. (62,40) Zmarzlik, Pawlicki, Drabik, Koza
5. (62,38) Zmarzlik, Fajfer, Wieczorek, Cyfer
6. (61,98) Pieszczek, Drabik, Malczewski, Dróżdż (d3)
7. (60,80) Pawlicki, Woryna, Polis, Madej
8. (63,07) Smektała, Nowak, Koza, Dąbrowski
9. (63,85) Dróżdż, Koza, Wieczorek, Madej
10. (62,50) Pawlicki, Cyfer, Nowak, Malczewski
11. (63,40) Woryna, Smektała, Drabik, Fajfer
12. (62,57) Zmarzlik, Pieszczek, Polis, Dąbrowski
13. (65,16) Drabik, Wieczorek, Polis, Nowak (d/start)
14. (63,03) Zmarzlik, Smektała, Czaja, Madej
15. (63,60) Pieszczek, Woryna, Koza, Cyfer
16. (62,73) Pawlicki, Czaja, Dróżdż, Dąbrowski (Fajfer – w)
17. (64,29) Pawlicki, Smektała, Pieszczek, Wieczorek
18. (64,55) Czaja, Polis, Fajfer, Koza
19. (63,73) Zmarzlik, Woryna, Nowak, Dróżdż
20. (65,06) Drabik, Cyfer, Madej, Dąbrowski